# 온유
온유(본명: 이진기, 한자: 李珍基, 1989년 12월 14일 ~ )는 대한민국의 가수, 배우로 남성 그룹 샤이니의 리더이다.

## 생애 및 경력
2018년 12월 10일 샤이니의 멤버 중 처음으로 비공개 현역 입대하였다.

### 데뷔
온유는 1989년 12월 14일 경기도 수원시에서 태어났으며 SM 엔터테인먼트 계통학원 SM 아카데미 보컬과 7기를 이수하던 중, 2006년 소녀시대 쇼케이스 오디션에 SM 아카데미 대표인 이솔림 씨의 추천으로 참가해 거미&휘성의 곡인 《Do It》을 부르고 이수만 대표에게 직접 발탁된 후, 2년의 연습생기간을 걸쳐 2008년 5월 25일 샤이니의 멤버로 정식 데뷔하였다.

### 병역
육군으로 늦게 입대하여 비공개로 군복무를 하고 전역하였다.

### 학력
- 연서초등학교 (졸업)
- 하안중학교 (졸업)
- 광명정보산업고등학교 (졸업)
- 청운대학교 실용음악과 (학사)
- 청운대학교 산업기술경영대학원 실용음악과 (석사)
- 경희대학교 대학원 포스트모던음악학과 (석사)

## 콘서트 투어

### 2024 ONEW FAN CONCERT 'Hola'
| 개최일           | 도시     | 국가     | 개최지                      |
| ---------------- | -------- | -------- | --------------------------- |
| 2024년 10월 5일  | 서울     | 대한민국 | SK올림픽핸드볼경기장        |
| 2024년 10월 6일  | 서울     | 대한민국 | SK올림픽핸드볼경기장        |
| 2024년 11월 2일  | 타이베이 | 중화민국 | 인터네셔널 컨벤션 센터      |
| 2024년 11월 21일 | 횡빈     | 일본     | 파시피코 요코하마 국립대 홀 |
| 2024년 11월 22일 | 횡빈     | 일본     | 파시피코 요코하마 국립대 홀 |

## 팬미팅

### 2024 ONEW FANMEETING "GUESS!"
| 개최일                    | 도시     | 국가     | 개최지                  |
| ------------------------- | -------- | -------- | ----------------------- |
| 2024년 5월 17일           | 서울     | 대한민국 | 세종대학교 대양 홀      |
| 2024년 5월 18일 (1일 2회) | 서울     | 대한민국 | 세종대학교 대양 홀      |
| 2024년 6월 4일            | 대판     | 일본     | 오사카 그랑큐브 메인 홀 |
| 2024년 6월 5일            | 대판     | 일본     | 오사카 그랑큐브 메인 홀 |
| 2024년 6월 7일            | 횡빈     | 일본     | 요코하마 분타이         |
| 2024년 6월 8일 (1일 2회)  | 횡빈     | 일본     | 요코하마 분타이         |
| 2024년 6월 23일           | 마카오   | 마카오   | 브로드웨이 시어터       |
| 2024년 7월 4일            | 마닐라   | 필리핀   | 뉴 프론티어 극장        |
| 2024년 7월 13일           | 가오슝   | 중화민국 | 가오슝 뮤직 센터        |
| 2024년 7월 21일           | 싱가포르 | 싱가포르 | 리조트 월드 볼룸        |

### 2024 ONEW B-Day Party 'O! NEW DAY'
| 개최일           | 도시 | 국가     | 개최지     |
| ---------------- | ---- | -------- | ---------- |
| 2024년 12월 14일 | 서울 | 대한민국 | KBS 아레나 |

## 수상 목록

### 가요 프로그램 1위
| 연도            | 수상 내역 (총 1회)                                      |
| --------------- | ------------------------------------------------------- |
| 2023년 (총 1회) | - O (Circle) (총 1회) - 3월 18일 MBC 《쇼음악중심》 1위 |